# Cantón de Savigny-sur-Braye
El cantón de Savigny-sur-Braye era una división administrativa francesa, que estaba situada en el departamento de Loir y Cher y la región de Centro-Valle de Loira.

## Composición
El cantón estaba formado por ocho comunas:
- Bonneveau
- Cellé
- Épuisay
- Fontaine-les-Coteaux
- Fortan
- Lunay
- Savigny-sur-Braye
- Sougé

## Supresión del cantón de Savigny-sur-Braye
En aplicación del Decreto n.º 2014-213 de 21 de febrero de 2014, el cantón de Savigny-sur-Braye fue suprimido el 22 de marzo de 2015 y sus 8 comunas pasaron a formar parte; siete del nuevo cantón de Le Perche y una del nuevo cantón de Montoire-sur-le-Loir.